# Stanley Baker
Stanley Baker (Ferndale, Glamorgan, Wales, 28 februari 1928 - Málaga, 28 juni 1976) was een Welsh acteur en filmproducent. Hij was een vaste waarde in de Engelstalige film van de jaren vijftig en zestig. 

## Leven en werk

### Afkomst en eerste stappen
Baker werd als de jongste van drie kinderen geboren in een mijnwerkersgezin. Als kind was hij enkel geïnteresseerd in voetbal en boksen. Een van zijn onderwijzers ontdekte dat hij artistieke aanleg had en moedigde hem aan om te acteren. Op veertienjarige leeftijd werd Baker tijdens een schoolvoorstelling opgemerkt door een casting directeur van de Ealing Studios, een bekende Britse filmmaatschappij. Die gaf Baker een rolletje in een oorlogsfilm dat hem 20£ per week opbracht. De jonge Baker kreeg de acteermicrobe te pakken. Amper een half jaar later stond hij naast zijn streekgenoten Emlyn Williams en Richard Burton in de Londense West End te spelen. In 1944 kreeg hij de kans te werken voor het prestigieuze Birmingham Repertory Theatre waar hij drie jaar bleef tot aan zijn legerdienst. In 1949 hervatte Baker zijn acteercarrière en kreeg op voorspraak van zijn vriend Burton een rolletje in een stuk van Terence Rattigan. 

### Film- en televisieacteur

#### Voorkomen en acteerstijl
Baker was gekend voor zijn ruige en onconventionele filmrollen. Hij was nooit te zien in gewone traditionele rollen, daarvoor zweefde er al te vaak een waas van dreiging over hem. Hij gaf immers dikwijls gestalte aan antipathieke, potige en ruwe personages die zowel gedenkwaardige schurken als stoere en taaie helden konden zijn. 
In tegenstelling tot de gangbare romantische en ongemeen knappe jeunes premiers van die tijd viel hij op door zijn hoekig, strak en nors voorkomen, zijn ontvlambaar karakter, zijn onromantisch omgaan met vrouwen, zijn introspectie en zijn botte manier van spreken.

#### Typische filmgenres
Bakers charismatische verschijning werd optimaal aangewend in diverse filmgenres: 
- oorlogsfilms als  The Cruel Sea (1953), The Red Beret (1953, als sergeant), A Hill in Korea (1956, als korporaal), Yesterday's Enemy (1959, als kapitein), The Angry Hills (1959), The Guns of Navarone (1961, als soldaat) en Zulu (1964, als luitenant).
- sandalenfilms als Helen of Troy (1956, als Achilles), Alexander the Great (1956, als Attalus) en Sodom and Gomorrah (1962, als de prins-demon Astaroth).
- epische historische avonturenfilms als Captain Horatio Hornblower R.N. (1951), Knights of the Round Table (1953, als Mordred) en Richard III (1955, als Henry Tudor, de latere Hendrik VII van Engeland).
- misdaadfilms als The Good Die Young (1954) waarin hij een versleten bokser belichaamde die tot misdaad wordt verleid, en de kraakfilm Robbery (1967).
- films noirs als Twist of Fate (1954) en Hell Drivers (1957) waarin hij een ex-gevangene vertolkte die vrachtwagenchauffeur wordt voor een firma die het overtreden van de verkeersregels aanmoedigt.
- thrillers als Jet Storm (1959), Blind Date (1959, als politie-inspecteur) en Hell is a City (1960, eveneens als politie-inspecteur).

#### Joseph Losey
In 1967 vertolkte Baker een van zijn meest beklijvende rollen: tegen zijn imago in werd hij gecast als een smoorverliefde en seksueel begerige academicus, in het drama Accident, zijn vierde en laatste samenwerking met Joseph Losey. Losey bedacht hem voorheen met drie andere rollen: politie-inspecteur in Blind Date (1959), een ex-gevangene die weer op het slechte pad geraakt in het drama The Criminal (1960) en de schrijver die succes behaalt met het werk van zijn pas overleden broer en die geobsedeerd geraakt door een op geld beluste prostituee van wie hij alle vernederingen slikt in het drama Eva (1962).

#### Latere films
De keuze van zijn latere film- en televisierollen werd weliswaar ingegeven door financiële overwegingen maar het ging altijd om eigenzinnige en nooit saaie rollen.
Bakers laatste belangwekkende film was de spaghettiwestern Zorro (1975) waarin een corrupte kolonel speelde met wie Alain Delon in de rol van Zorro af te rekenen heeft. 

### Filmproducent
Aan het begin van de jaren zestig stichtte Baker de productiemaatschappij 'Diamond Films' samen met Cy Endfield, een cineast met wie hij al vier films had gemaakt. Endfield regisseerde hun eerste film Zulu en deze epische verfilming van de Slag bij Rorke's Drift werd hun grootste succes.
Enkele jaren later, aan het einde van de jaren zestig, richtte Baker 'Oakhurst', een nieuwe productiemaatschappij, op samen met de Britse filmproducent Michael Deeley. De kraakfilms Robbery (1967) en The Italian Job (1969), hun eerste twee films, waren de bekendste. Baker had echter de tijd tegen zich, het ging bergaf met de Britse filmindustrie en ook Oakhurst deelde in de klappen.

### Privéleven
Baker trouwde in 1950 met de actrice Ellen Martin die hem werd voorgesteld door zijn vriend Richard Burton. Het koppel bleef ruim een kwarteeuw samen tot aan zijn overlijden. Ze hadden vier kinderen: eerst de tweeling Martin en Sally, vervolgens nog twee zonen, Glyn en Adam.
Baker overleed in 1976 op 48-jarige leeftijd aan de gevolgen van longkanker.

## Filmografie (selectie)
- 1949 - Obsession (Edward Dmytryk)
- 1951 - Captain Horatio Hornblower R.N. (Raoul Walsh)
- 1951 - Home to Danger (Terence Fisher)
- 1953 - The Cruel Sea (Charles Frend)
- 1953 - The Red Beret (Terence Young)
- 1953 - Knights of the Round Table (Richard Thorpe)
- 1954 - Hell Below Zero (Mark Robson)
- 1954 - The Good Die Young (Lewis Gilbert)
- 1954 - Twist of Fate (David Miller)
- 1955 - Richard III (Laurence Olivier)
- 1956 - Helen of Troy (Robert Wise)
- 1956 - Alexander the Great (Robert Rossen)
- 1956 - A Hill in Korea (Julian Amyes)
- 1957 - Hell Drivers (Cy Endfield)
- 1958 - Violent Playground (Basil Dearden)
- 1959 - The Angry Hills (Robert Aldrich)
- 1959 - Yesterday's Enemy (Val Guest)
- 1959 - Blind Date (Joseph Losey)
- 1959 - Jet Storm (Cy Endfield)
- 1960 - Hell is a City (Val Guest)
- 1960 - The Criminal (Joseph Losey)
- 1961 - The Guns of Navarone (J. Lee Thompson)
- 1962 - Eva (Joseph Losey)
- 1962 - Sodom and Gomorrah (Robert Aldrich)
- 1964 - Zulu (Cy Endfield)
- 1965 - Dingaka (Jamie Uys)
- 1967 - Accident (Joseph Losey)
- 1967 - Robbery (Peter Yates)
- 1968 - La ragazza con la pistola (Mario Monicelli)
- 1970 - The Games (Michael Winner)
- 1970 - Perfect Friday (Peter Hall)
- 1971 - Una lucertola con la pelle di donna (Lucio Fulci)
- 1971 - The Butterfly Affair (Jean Herman)
- 1975 - Zorro (Duccio Tessari)

## Publicatie
- Robert Shail:Stanley Baker: A Life in Film, University of Wales Press, 2008

- Biblioteca Nacional de España: XX1073344
- Bibliothèque nationale de France: cb13891077n (data)
- Gemeinsame Normdatei: 137302231
- International Standard Name Identifier: 0000 0000 6301 913X
- Library of Congress Control Number: n77011903
- Nationale Bibliotheek van Tsjechië: pna2005301635
- Nationale Bibliotheek van Israël: 987007342377305171
- Nederlandse Thesaurus van Auteursnamen: 071598081
- SNAC: w6rf9jc3
- Système universitaire de documentation: 070458901
- Trove: 1141975
- Virtual International Authority File: 32182492
- WorldCat: E39PBJtX8R9X7D38CJwhwpTCQq